# Kanton Limoges-Landouge
Der Kanton Limoges-Landouge war von 1973 bis 2015 ein französischer Wahlkreis im Arrondissement Limoges, im Département Haute-Vienne und in der Region Limousin.
Der Kanton umfasste einen Teil der Stadt Limoges. Die Bevölkerungszahl betrug am 1. Januar 2012 insgesamt 14.037 Einwohner. 